# Szutruk-Nahhunte I
Szutruk-Nahhunte I (1185–1155 p.n.e.) – król Elamu, najprawdopodobniej założyciel nowej dynastii, zwanej od jego imienia dynastią Szutrukidów. Zostawił po sobie liczne inskrypcje i jest często wspominany w literaturze babilońskiej.
W roku 1159 p.n.e. rozpoczął starannie przygotowany atak na Babilonię, zajmując Sippar i nakładając trybut na podbite miasta i wsie. W następnym roku zajął Kisz i Babilon, zmuszając kasyckiego króla Zababę-szum-iddina do ucieczki. Na tronie babilońskim Szutruk-Nahhunte I osadził swego syna, Kutir-Nahhunte III. Powrócił do Elamu z bogatymi łupami, wśród których znalazły się też m.in. obelisk Manisztusu, stela Naram-Sina i stela z kodeksem Hammurabiego. Był pierwszym królem Elamu który zbierał dzieła sztuki z innych krajów. Przypisywane jest mu wzniesienie wielu budowli w Suzie, m.in. sali kolumnowej poświęconej Inszuszinakowi, spełniającej rolę kaplicy dynastii Szutrukidów. Zmarł w 1155 r. p.n.e. Na tronie elamickim zastąpił go jego syn Kutir-Nahhunte III.